# Mörttjärnarna (Björna socken, Ångermanland, 709795-162564)
Mörttjärnarna är en sjö i Örnsköldsviks kommun i Ångermanland och ingår i Gideälvens huvudavrinningsområde. Sjön ingår i Västerbottens Län och tillhör Bottenvikens vattenmyndighet. https://viss.lansstyrelsen.se/Waters.aspx?waterMSCD=WA98664688&managementCycleName=Cykel_2,5